# 403

403(사백삼)은 402보다 크고 404보다 작은 자연수다.

## 수학
- 합성수로, 그 약수는 1, 13, 31, 403이다. 진약수의 합은 45이므로, 403은 부족수다.
  - 127번째 반소수다. 앞의 반소수는 398, 다음 반소수는 407이다.
- 13번째 칠각수다. 앞의 칠각수는 342, 다음은 469다.
- 자릿수 제곱합이 제곱수인 42번째 자연수다. 이 성질을 지닌 앞의 수는 400, 다음 수는 418이다. (OEIS의 수열 A175396)
  - {\displaystyle 4^{2}+0^{2}+3^{2}=16+0+9=25=5^{2}}
- {\displaystyle 403=13\times 31}
  - {\displaystyle ab\times ba}의 꼴로 나타낼 수 있는 수열의 13번째 수다. 이 수열의 앞의 수는 252, 다음 수는 574다. (OEIS의 수열 A061205)
  - {\displaystyle ab\times ba}의 꼴로 나타낼 수 있는 수열의 31번째 수다. 이 수열의 앞의 수는 90, 다음 수는 736이다. (OEIS의 수열 A061205)
- {\displaystyle 92^{2}-1}은 403으로 나누어떨어진다.

## 과학·기술
- NGC 403(영어판): 물고기자리 방향에 있는 렌즈형은하.
- HTTP 403 (Forbidden→금지됨): 서버가 허용하지 않는 웹 페이지나 미디어를 사용자가 요청할 때 웹 서버가 보내는 HTTP 상태 코드.

## 교통

### 철도
- 부산 도시철도 4호선 수안역의 역번호.

### 도로
- 고속도로 및 국도
  - 유럽 고속도로 403호선(영어판): 벨기에 제이브뤼허(영어판)에서 투르네까지 이어지는 유럽 고속도로.
  - 일본 403번 국도(일본어판): 니가타현 니가타시 주오구에서 나가노현 마쓰모토시까지 이어지는 일본의 국도.
- 기타 도로
  - 403번 지방도: 강원특별자치도 홍천군 서면 모곡리에서 양구군 양구읍 정림교 동단까지 이어지는 대한민국의 지방도.
  - 현도 제403호선

## 군사
- U-403(영어판): 제2차 세계 대전에 사용된 나치 독일의 군용 잠수함.

## 문화유산
- 대한민국의 보물 제403호: 수원 화서문
- 대한민국의 사적 제403호: 포천 반월성

## 방송
- KT HCN의 토마토증권통 채널 번호.

## 기타
- 날짜: 4월 3일
- 연도: 403년, 기원전 403년
- 403 Forbiddena: 일본의 메탈 계열 인디 밴드.